# Manfred Bietak
Manfred Bietak, né le 6 octobre 1940 à Vienne, est un archéologue égyptologue autrichien. Il est professeur d'égyptologie à l'université de Vienne et directeur de l'Institut archéologique autrichien au Caire (Österreichischen Archäologischen Institutes in Kairo). En 2004 il est professeur à Harvard.

## Biographie
Manfred Bietak a étudié l'archéologie à l'université de Vienne et a pris part de 1961 à 1965 à une campagne préventive de l'UNESCO à Sayala en Nubie. 
Bietak est plus connu comme directeur des fouilles autrichiennes sur deux sites : celui du delta du Nil à Tell el-Dab'a, site d'Avaris, la capitale des Hyksôs, et celui, voisin, de Pi-Ramsès, capitale de l'Égypte durant la XIXe dynastie.
Manfred Bietak est :
- Membre de l'Austrian Academy of Science,
- Membre correspondant de la British Academy,
- Membre correspondant à l'étranger de la Royal Swedish Academy of Letters,
- Membre titulaire de l'Institut d'Égypte,
- Membre du German Archaeological Institute,
- Membre honoraire de l'Institut archéologique d'Amérique.

Il est l'auteur ou coauteur de plusieurs ouvrages scolaires, d'articles pour le journal égyptologique Ägypten und Levante, de quatorze autres ouvrages et deux cents articles dans des publications scientifiques.